# Калениківська сільська рада (Золотоніський район)
Кале́никівська сільська́ ра́да — колишня адміністративно-територіальна одиниця та орган місцевого самоврядування в Золотоніському районі Черкаської області. Адміністративний центр — село Каленики.

## Загальні відомості
- Населення ради: 664 особи (станом на 2001 рік)

## Населені пункти
Сільській раді були підпорядковані населені пункти:
- с. Каленики
- с-ще Ковтунівка

## Склад ради
Рада складалася з 12 депутатів та голови.
- Голова ради: Мазніченко Тетяна Вікторівна
- Секретар ради: Сакун Людмила Василівна

### Керівний склад попередніх скликань
| Прізвище, ім'я, по батькові  | Основні відомості                                                                       | Дата обрання | Дата звільнення |
| ---------------------------- | --------------------------------------------------------------------------------------- | ------------ | --------------- |
| Третяк Надія Миколаївна      | Сільський голова, 1966 року народження, освіта середня спеціальна, позапартійна         | 26.03.2006   | 31.10.2010      |
| Третяк Надія Миколаївна      | Сільський голова, 1966 року народження, освіта середня спеціальна, член Партії регіонів | 31.10.2010   | 02.06.2013      |
| Мазніченко Тетяна Вікторівна | Сільський голова, 1987 року народження, освіта вища, член Партії регіонів               | 02.06.2013   |                 |

Примітка: таблиця складена за даними сайту Верховної Ради України

### Депутати
За результатами місцевих виборів 2010 року депутатами ради стали:

#### За суб'єктами висування
| Суб'єкт висування            | Кількість обраних депутатів | %    |
| ---------------------------- | --------------------------- | ---- |
| Самовисування                | 9                           | 75   |
| Соціалістична партія України | 2                           | 16,7 |
| Партія регіонів              | 1                           | 8,3  |

#### За округами
| № округу                     | Прізвище, ім'я, по батькові      | Дата визнання обраним | Освіта           | Партійна приналежність             | Відомості про обраного депутата               |
| ---------------------------- | -------------------------------- | --------------------- | ---------------- | ---------------------------------- | --------------------------------------------- |
| Партія регіонів              |                                  |                       |                  |                                    |                                               |
| 11                           | Сакун Людмила Василівна          | 31.10.2010            | вища             | позапартійна                       | Калениківська сільська рада, секретар         |
| Соціалістична партія України |                                  |                       |                  |                                    |                                               |
| 6                            | Валентюк Марія Миколаївна        | 31.10.2010            | вища             | позапартійна                       | тимчасово не працює                           |
| 10                           | Чварков Віктор Петрович          | 31.10.2010            | вища             | член Соціалістичної партії України | пенсіонер                                     |
| Самовисування                |                                  |                       |                  |                                    |                                               |
| 1                            | Комар Олександр Прохорович       | 31.10.2010            | вища             | член Партії регіонів               | Черкаська птахофабрика, завідувач             |
| 2                            | Павлова Олександра Іванівна      | 31.10.2010            | вища             | позапартійна                       | пенсіонер                                     |
| 3                            | Титаренко Олена Володимирівна    | 31.10.2010            | вища             | позапартійна                       | Калениківське відділення зв'язку, вчитель     |
| 4                            | Солод Надія Вікторівна           | 31.10.2010            | вища             | позапартійна                       | Калениківське відділення зв'язку, завідувачка |
| 5                            | Шаповал Петро Григорович         | 31.10.2010            | незакінчена вища | позапартійний                      | Черкаська птахофабрика, птахар                |
| 7                            | Сагайдак Світлана Петрівна       | 31.10.2010            | вища             | позапартійна                       | Калениківська сільська рада, бухгалтер        |
| 8                            | Савченко Валентина Володимирівна | 31.10.2010            | незакінчена вища | позапартійна                       | тимчасово не працює                           |
| 9                            | Скиба Петро Петрович             | 31.10.2010            | незакінчена вища | позапартійний                      | Черкаська птахофабрика, слюсар                |
| 12                           | Лихоліт Петро Іванович           | 31.10.2010            | незакінчена вища | член Комуністичної партії України  | ПСП Плешкані, нічний сторож                   |